# 严田村
严田村，是中华人民共和国江西省上饶市婺源县西北部赋春镇下辖的一个村。距县城38公里。包括上严田、下严田，以及位于中间的巡检司几个自然村落，徽饶古驿道经过。
严田村为李姓等聚居的村落，因“以严治家”而得名。宋代李德鸾首先迁入此地。明代曾设有巡检司。
在严田村的水口，种植有1000多年历史的严田古樟，周围有树德桥、德福亭、沁泉、如来佛柱等。2002年，景德镇摄影家施景福在此兴建古樟民俗园，包括纸伞作坊、豆腐坊、油榨坊、香菇棚和鱼塘人家。
严田村原属甲路乡，2006年1月20日，撤销甲路乡，严田村也划归赋春镇管辖。
严田村拥有以下文物保护单位：
1. 林新水宅，婺源县文物保护单位
2. 江秀娇宅，婺源县文物保护单位
3. 李招娣宅 婺源县文物保护单位
4. 高道桥 婺源县文物保护单位
5. 明德桥 婺源县文物保护单位
6. 义成桥 清 婺源县文物保护单位
7. 树德桥 明 婺源县文物保护单位
8. 严田古驿道 婺源县文物保护单位

## 名人
在宋朝，严田村李姓曾有24人考中进士。明清时期，则以商贾著称。